# できた できた できた
『できた できた できた』は、NHK教育テレビジョン→NHK Eテレで2010年4月7日から2016年3月17日まで放送されていた、幼稚園・保育所及び小学校1年生向けの学校放送番組。幼稚園・保育所向けでは生活領域、小学校1年生向けは特別活動及び生活科に対応する。なおタイトルコールは「できた？　できた！　でーきたっ！」と表記できるような内容になっている。

## 概要
小学校に入学して間もない児童が、学校での新しい生活になじめないといういわゆる「小1プロブレム」が近年問題となっている。そのような状況を改善するべく、児童が学校での基礎的な生活習慣やコミュニケーション力を身につけることを支援する番組。
斉藤の演じるガッツ王子は、小学1年生で見た目が老けているのを気にしているという設定である。

### 2012年度以降
2012年度より、従来から放送していた内容を「学校生活編（がっこうへん）」とするとともに、新たに「家庭・社会生活編（かていへん）」「健康・からだ編（からだへん）」が加わり、放送時間も従来の週1回15分間だったのを週3回各10分間の番組にリニューアルした。また、2013年度からは月曜 - 金曜の9:00-9:10（金曜のみ9:00-9:15）について、「幼保小連携」に伴い、2010年度限りで学校放送での枠が廃止された幼稚園・保育所向け番組を実質的に復活させる編成も相まって、従来からの小学校1年生向けから幼稚園・保育所及び小学校1年生向けに対象を変更した。
2016年3月17日限りで本番組の放送が終了。本番組の内容は2016年4月5日スタートの後番組「で〜きた」に引き継がれることになった。

## 内容
学校生活編（火曜）
放送開始当初から放送しており、小学校に入学したばかりの子供たちの不安を解消し、幼稚園・保育所から小学校へ新しい生活のスタートをサポートするために、生活習慣や学校のルール、コミュニケーションの方法を歌とドラマで楽しく伝える。
- ドラマ…教室を舞台に学校のルールを考える。
- 花まるロック…歌でいすの座り方などの基本動作を身につける。
- お仕事探検隊…子供たちに人気の職業の現場を訪ねる。

家庭・社会生活編（水曜）
友達の家に遊びに行ったり、おつかいを頼まれたりなど、子供たちの行動範囲が広がっていく中で、公共の場所でのマナーや社会のルール、安全など、日常生活の中で子供たちが体験するテーマを歌とドラマで楽しく伝える。
- ドラマ…おばあちゃんの家や商店街を舞台に、マナーや社会のルールを学ぶ。
- 和風花まるロック…洗濯やお膳の並べ方など、家庭でのお手伝いを促す内容を歌で取り上げる。
- 花まる探検隊…小学生3人組が町探検をしながら、海苔作り、農家のお手伝い、お寺の大掃除などさまざまなことへの挑戦を通して、社会への関心を育てる。

健康・からだ編（木曜）
子供たちが自分の身体のことが気になったり、うがいや手洗いなど意識して健康管理をするようになる中で、子供たちの身体についての疑問や健康に過ごすための知識や、かけっこや鉄棒などの運動が楽しくなるポイントを運動コーナーやアニメで楽しく伝える。
- 運動コーナー…体操教室を舞台に、かけっこやなわとびなどの運動のポイントを伝える。
- アニメ…体の仕組みや健康に過ごすための知識を伝える。
- 花まるたいそう…体操をしながら、体を動かす楽しさを身につける。

## 放送時間
- 2010年度：水曜日 9:00 - 9:15、金曜日 9:00 - 9:15（再放送）
- 2011年度：火曜日 9:00 - 9:15、木曜日 9:00 - 9:15（再放送）
- 2012年度 - 2015年度
  - 火曜日（学校生活編） 9:00 - 9:10
  - 水曜日（家庭・社会生活編） 9:00 - 9:10
  - 木曜日（健康・からだ編） 9:00 - 9:10

## 出演
各編共通
- ガッツ王子 - 斉藤慎二（ジャングルポケット）
- ペースくん（声） - 設楽統（バナナマン）

以下は原則として一編のみの登場人物だが、稀に他編に出演することがある。
学校生活編
- 遠藤まさむね - 小林正宗
- 麻生ふう - 小西風優
- 板倉先生 - 長田奈麻
- 校長先生 - 大高洋夫
- まさむねの母 - 安澤千草
- できたらバンド（「花まるロック」のコーナー）
  - マユミーヌ（ボーカル）
  - 田中凛音（ベース）
  - 大沼柚希（ドラム）
  - 杉山颯太（ギター）

家庭・社会生活編
- 王子のおばあちゃん - 中村メイコ
- 王子のいとこ ひすい - 竹山ひすい
- 王子のいとこ りお - 田中理勇
- 王子の母 - 渡辺道子
- 王子の父 - 日村勇紀（バナナマン）
- ひすい・りおの母 - 高橋奈津季
- 迷子の母 - 大杉さほり
- 迷子 - 豊嶋花
- 八百屋 - 渡辺芳博
- おばあちゃんの友達 - ふくまつみ
- できた組（「和風花まるロック」のコーナー）
  - マユミーヌ
  - 菊池心寧
  - 野村ゆあ
  - 池田心雪
- 花まるたんけんたい
  - 福永悠仁
  - 貴島康成
  - 小田恵大
  - 斉藤拳匠
  - 近藤心太
  - 泉優太

健康・からだ編
- ひりゅう - 藤本飛龍
- なのか - 羽鳥菜花
- 三上先生 - 三上陽永（「花まるたいそう」のコーナーでは三上ヨーエイ名義）
- 花まるダンサーズ（「花まるたいそう」のコーナー）
  - 藤本飛龍
  - 羽鳥菜花
  - 佐藤光将
  - 樋浦うらら

## 放送リスト
- タイトルは初回放送日のものを使用。

学校生活編
2011年度以降は2010年度放送分の再放送となっている。また、2012年度以降は従来の15分版を10分に短縮したバージョンを放送している。
| 回 | タイトル                        | 初回放送日     |
| -- | ------------------------------- | -------------- |
| 1  | がっこうってどんなところ？      | 2010年03月23日 |
| 2  | こんなときどうする？            | 2010年04月21日 |
| 3  | きょうも一日がんばろう          | 2010年05月12日 |
| 4  | ともだちといっしょ              | 2010年05月26日 |
| 5  | きれいにするとすぐ見つかるね    | 2010年06月09日 |
| 6  | わざとじゃなくてもごめんなさい  | 2010年06月23日 |
| 7  | 学校のやくそく                  | 2010年07月07日 |
| 8  | あしたのじゅんびしてるかな？    | 2010年08月25日 |
| 9  | じぶんのもちものたいせつに      | 2010年09月15日 |
| 10 | いまはなにをするじかん？        | 2010年09月29日 |
| 11 | きょうしつ きれいがきもちいい   | 2010年10月13日 |
| 12 | 本 大すき                       | 2010年10月27日 |
| 13 | おうちのおしごと                | 2010年11月10日 |
| 14 | こころのもやもや はなしてみよう | 2010年11月24日 |
| 15 | ひと文字ひと文字こころをこめて  | 2010年12月08日 |
| 16 | からだのスイッチあさごはん      | 2011年01月12日 |
| 17 | “ありがとう”がたくさんある日    | 2011年01月26日 |
| 18 | でん車の中は“どうぞ”の気もち    | 2011年02月09日 |
| 19 | すてきな“おじゃまします”        | 2011年02月23日 |
| 20 | じぶんをまもるおまじない        | 2011年03月09日 |

家庭・社会生活編
2013年度以降は2012年度放送分の再放送となっている。
| 回 | タイトル                     | 初回放送日     |
| -- | ---------------------------- | -------------- |
| 1  | みんなで楽しく いただきます  | 2012年03月27日 |
| 2  | トイレはきれいに             | 2011年12月20日 |
| 3  | げんきに学校へ行こう         | 2012年03月28日 |
| 4  | すなおがいちばん             | 2012年05月30日 |
| 5  | 雨の日のやくそく             | 2012年06月13日 |
| 6  | 人のはなしはちゃんと聞こう   | 2012年06月27日 |
| 7  | 今日はおとまり               | 2012年07月11日 |
| 8  | きれいにたべて“ごちそうさま” | 2011年12月19日 |
| 9  | あそびに行くときまもること   | 2012年09月12日 |
| 10 | 朝はやることがいっぱい       | 2012年03月19日 |
| 11 | おうちのルール               | 2011年12月30日 |
| 12 | つたわるはなしかた           | 2012年01月04日 |
| 13 | かぞくのためにできること     | 2012年03月22日 |
| 14 | 今日はきもので               | 2011年12月21日 |
| 15 | もうすぐお正月               | 2011年12月29日 |
| 16 | 日本のごはん                 | 2012年03月30日 |
| 17 | お金はどこからくるの？       | 2012年03月30日 |
| 18 | みんなでエコロジー           | 2013年02月06日 |
| 19 | やさしさいっぱいの町         | 2013年02月20日 |
| 20 | たのしいお出かけ             | 2013年03月06日 |

健康・からだ編
2013年度以降は2012年度放送分の再放送となっている。
| 回 | タイトル                   | 初回放送日     |
| -- | -------------------------- | -------------- |
| 1  | ケガをしたらどうする？     | 2011年12月26日 |
| 2  | おしっこはいついくの？     | 2011年12月22日 |
| 3  | おなかがだいじ             | 2011年12月27日 |
| 4  | かけっこだいすき           | 2012年05月31日 |
| 5  | つめはきれいに             | 2011年12月28日 |
| 6  | 日やけってどうしてするの？ | 2012年03月27日 |
| 7  | あつい日もげんき           | 2012年07月12日 |
| 8  | 歯を大せつに               | 2012年03月23日 |
| 9  | げんきなうんち             | 2012年03月21日 |
| 10 | なみだが出るのはなぜ？     | 2012年03月29日 |
| 11 | あくびはどうして出るの？   | 2012年10月11日 |
| 12 | じょうぶなほねでジャンプ   | 2012年10月25日 |
| 13 | かぜにまけるな             | 2012年11月08日 |
| 14 | 口の中のふしぎ             | 2012年11月22日 |
| 15 | 頭の中はどうなってるの？   | 2012年12月06日 |
| 16 | からだをのばしてやわらかく | 2013年01月10日 |
| 17 | なぜとりはだは立つの？     | 2013年01月24日 |
| 18 | しんぞうドキドキ           | 2013年02月07日 |
| 19 | のりものよいってなに？     | 2013年02月21日 |
| 20 | がんばれ！力こぶ           | 2013年03月07日 |

入学準備号
| 回 | タイトル         | 初回放送日     |
| -- | ---------------- | -------------- |
| 1  | みんな一ねんせい | 2011年01月04日 |
| 2  | 学校たんけん     | 2011年01月05日 |

- 出演者：学校生活編のメンバー
- 収録場所：横浜市立茅ヶ崎小学校[2]

夏の増刊号
| 回 | タイトル         | 初回放送日     | 出演者                     |
| -- | ---------------- | -------------- | -------------------------- |
| 1  | きょうはおとまり | 2011年08月09日 | 家庭・社会生活編のメンバー |
| 2  | あつい日もげんき | 2011年08月12日 | 健康・からだ編のメンバー   |
| 3  | クラスのやくそく | 2011年08月15日 | 学校生活編のメンバー       |

- 「きょうはおとまり」と「あつい日もげんき」は、のちにそれぞれの編で放送されている。

## テレビクラブ
- 2010年度は、夏と冬はともに1学期・2学期放送分の再放送を行った。また、冬は上記記載の入学準備号も放送された（春にも再放送）。しかし、春に関してはNHK総合が東日本大震災関連のニュース報道を優先していた関係で、第83回選抜高校野球大会の中継がNHK教育で放送されたことから、当初3学期放送の5回分（第16回 - 第20回）の再放送を予定していたのが第16回のみの放送となった。
- 2011年度は、夏に「家庭・社会生活編」「健康・からだ編」のパイロット版を兼ねた夏の増刊号を、冬と春は「家庭・社会生活編」「健康・からだ編」の先行放送を実施した。
- 2012年度は、夏と冬はともに1学期・2学期放送分の再放送を実施したが、子供が家庭にいる時間が多いこともあり「家庭・社会生活編」の比重が高い編成となった。また、春は小学校入学前の子供を対象に入学準備号の再放送を行った。
- 2013年度は、夏に「学校生活編」「家庭・社会生活編」「健康・からだ編」から各1本ずつ再放送。いずれも、夏休みを過ごしている子供が注意するべき事柄を取り上げたものを編成していた。春は、小学校入学前の子供を対象に入学準備号と「学校生活編」の第1回を再放送。
- 2014年度は、冬に小学校入学準備という位置づけから、「学校生活編」の第1回 - 第3回と入学準備号を再放送した。なお、「学校生活編」の放送は10:00 - 10:10となっており、ペースくんの声を担当している設楽統がMCを担当している『ノンストップ!』（フジテレビ系）と時間帯がバッティングする形になった。

## その他
- 斉藤慎二は、NHKでジャングルポケットのメンバーの1人として『爆笑オンエアバトル』などの番組出演はあったが、NHKでのレギュラー番組は本番組が初めてである。
- また、大高洋夫や三上陽永など、鴻上尚史が主宰の「第三舞台」「虚構の劇団」や、長田奈麻や安澤千草など「ナイロン100℃」といった劇団に所属する役者の出演も多い。
- 学校生活編及び入学準備号では、番組終了時における公式サイトのHPアドレスは現行アドレスでは無く、現在でも旧アドレスでの表示のままとなっている。